# Méthode de Silbermann
La méthode de Silbermann est une méthode focométrique de détermination expérimentale de la focale d'une lentille optique convergente.

## Principe
On considère une lentille mince convergente de distance focale f', de centre O, de foyers image F'
et objet F.
Soit D, la distance entre l'objet A (sur l'axe optique) et l'écran (où l'on visualise l'image A'). Si la lentille est à mi-distance entre l'objet et l'écran, on peut déduire la valeur de la focale f' par la formule :
{\displaystyle f'={\frac {D}{4}}}
L'image et l'objet ont alors la même taille, l'image étant renversée.

Schéma animé sur la méthode de Silbermann.

## Explication

### Formules de conjugaison
Les formules de conjugaison de Descartes donnent une relation entre les positions sur l'axe optique d'un objet A et de son image A' par rapport au centre optique O. Elles sont exprimées avec des distances algébriques.
Soit A un point de l'axe optique et A' son image par la lentille :
{\displaystyle {\frac {1}{\overline {OA'}}}-{\frac {1}{\overline {OA}}}={\frac {1}{\overline {OF'}}}={\frac {1}{f'}}}

### Montage 2f-2f
On pose {\displaystyle x={\overline {OA}}} et {\displaystyle y={\overline {OA'}}}, donc la formule de conjugaison devient :
{\displaystyle {\frac {1}{y}}-{\frac {1}{x}}={\frac {1}{f'}}\Rightarrow y={\frac {f'.x}{f'+x}}}
Si {\displaystyle x=-2.f'=} alors {\displaystyle y=2.f'}
(on parle pour cela de montage 2f-2f).
Ainsi, la distance objet-écran est {\displaystyle D={\overline {AA'}}={\overline {OA'}}-{\overline {OA}}=y-x=4.f'}

### Comparaison avec la méthode de Bessel
Cette distance D est la distance minimale qui existe entre un objet et son image, et la méthode de Silbermann apparaît alors comme un cas particulier de la méthode de Bessel, celui où la position de la lentille est unique.
Bien que plus simple à comprendre que la méthode de Bessel, la méthode de Silbermann est plus difficile à mettre en œuvre techniquement. En pratique, il faut opérer par tâtonnements en déplaçant la lentille et l'écran jusqu'à obtenir sur l'écran une image nette de même grandeur que l'objet mais renversée.